# Friedrich Ludwig Benda
Friedrich Ludwig Benda (pokřtěn 4. září 1752, Gotha – 20. března nebo 27. března 1792, Königsberg, dnes Kaliningrad) byl houslista a hudební skladatel. Pocházel z muzikantské rodiny Bendů.

## Osobní život
Narodil se v Gotě v Durynsku. (Některé zdroje  uvádějí rok narození 1750.) Jeho otcem byl hudební skladatel Jiří Antonín Benda. Vyrůstal v mezi hudebníky na dvoře vévody Friedricha III. Otec zde byl kapelníkem dvorské kapely, ve které působil i jeho strýc houslista Dismas Hataš. Friedrich Ludwig byl dobrým houslistou a proto v roce 1775 se stal členem divadelního orchestru v Gotě. Po získání divadelních zkušeností v rodném městě byl v roce 1780 přijat na místo hudebního ředitele divadla v Hamburku. Z hamburského divadla přešel na stejné ředitelské místo do Ludwigslustu. Odtud v roce 1789 odešel do Königsbergu, kde se stal koncertním mistrem místního orchestru. Zemřel v březnu 1792.

## Dílo
- Der Herr ist König (Žalm 97 – Hospodin kraluje) Kantáta

divadelní hudba
- Der Barbier von Sevilla (Lazebník sevillský), libreto Friedrich Wilhelm Großmann podle Beaumarchaise, Singspiel o 4 jednáních (premiéra 7. května 1776 Berlín)
- Der Tempel der Wahrheit (Chrám pravdy) Prolog pro hru Friedricha Ludwiga Wilhelma Meyera), (premiéra 25. září 1780 Berlín)
- Die Verlobung (Zásnuby), libreto Friedrich Ernst Jester, Singspiel (uvedeno v roce 1790 Königsberg)
- Louise, libreto[3] Friedrich Ernst Jester, Singspiel o 3 jednáních (premiéra 16. ledna 1791 Königsberg)
- Mariechen (Mařenka)[4] libreto Friedrich Ernst Jester, Singspiel o 3 jednáních (uvedeno v roce 1792 Königsberg)

instrumentální hudba
- Sonáta E-moll pro flétnu a klavír
- Sonáta C-dur pro flétnu
- Sonáta G-dur pro housle a Basso continuo[5]
- Tři flétnové koncerty (Opus 4)